# 브로니슬라프 카민스키
브로니슬라프 블라디슬라보비치 카민스키(러시아어: Бронисла́в Владисла́вович Ками́нский, 1899년 6월 16일 ~ 1944년 8월 28일)는 러시아의 나치 부역자로서, 카민스키 여단의 지휘관이었다. 카민스키 여단은 나치 독일이 점령한 러시아의 영토(로코트 자치국)에서 모집된 인원에 의해 구성되어 파르티잔 토벌 및 후방 보안을 담당한 부대로서, 이후 러시아 국민해방군이라는 이름으로 무장친위대 예하에 편입된다. 그의 여단은 독일 점령지역에서 여러 전쟁범죄와 잔혹행위를 저지른 것으로 악명높았다.

## 어린 시절
브로니슬라프 카민스키는 러시아 제국의 비텝스크현(오늘날 벨라루스 폴로츠크 일대)에서 폴란드계 아버지와 독일계 어머니 사이에서 태어난 민족독일인이다. 국립 상트페테르부르크 폴리테크닉 대학교에서 공부하다가 러시아 내전이 발발하자 붉은 군대에서 복무하기도 하였으며, 제대 후에는 대학을 졸업하고 화학 공장에서 일했다.
그는 1935년 소련 공산당에서 퇴출되었다가 대숙청 기간 중인 1937년 스탈린의 집단농장 정책을 비판하고 독일인과 폴란드인에 협력한 "반혁명분자"라는 혐의가 씌워져 체포되었다. 1941년 감옥에서 풀려나 브랸스크에 정착했으며 지역의 양조장에서 엔지니어로 일하기 시작했다.

## 로코트 자치국
1941년 소련을 침공한 독일군은 영토 깊숙이 진격하여 10월 6일 카민스키가 살던 브랸스크를 점령하기에 이른다. 동년 11월 그는 친구이자 지역 공업학교의 교사였던 콘스탄틴 보스코보이니크(Константин Воскобойник)와 함께 독일군 행정부에 접근하여 민정과 지역경찰 설립을 돕겠다고 제안했다. 곧 독일군은 보스코보이니크를 "로코트 군"의 수장에, 카민스키를 그 부관에 임명하고 독일군 산하의 지역 민병대를 통솔하도록 했다. 둘은 하인츠 구데리안과 협력하여 러시아 빨치산을 토벌하기 위한 1만 명 규모의 무장 민병대를 구성하는 데 성공했으며, 1942년 보스코보이니크가 전투 중 사망하자 카민스키가 뒤를 이어 수십만 명이 거주하는 로코트 자치국의 수장이자 민병대의 지휘관을 맡게 되었다.

## 벨라루스에서
독일의 시타델 작전이 실패로 돌아간 후 소련이 반격해오면서, 카민스키의 명령에 따라 1만여 명의 여단원과 그 가족들은 재산을 가지고 독일군과 함께 퇴각했다. 이들은 1943년 8월 벨라루스 비텝스크의 레펠 지역으로 후퇴하여 다시 자리잡았다. 그 일대는 파르티잔들이 활동하고 있던 지역으로서, 카민스키 여단은 곧 이들과 치열한 전투에 개입하게 된다. 후퇴 중 탈영병이 크게 증가하여 여단의 대형은 붕괴 위기에 처했는데, 제2연대 사령관 타라소프가 합류할 시 사면해주겠다는 파르티잔 측의 제안을 듣고 집단 탈영을 계획하자 카민스키는 바로 타라소프의 본부로 가서 그를 본보기로 목매달아 처형했다. 그럼에도 탈영은 계속되었고 1943년 10월 초 시점에 그의 여단은 인원의 3분의 2를 잃었다. 한편 독일군이 벨라루스로 후퇴한 이후 지역 군경, 소련군 포로, 석방된 죄수 등이 여단에 합류하였다. 카민스키 여단은 무장친위대 예하에 편성되었으며, 1944년 1월 27일 하인리히 힘러는 카민스키에게 1, 2급 철십자 훈장을 수여하며 그의 업적에 보상했다.
1944년 2월 15일 카민스키는 다시 여단과 로코트 정부에 벨라루스 서부의 자틀라바(Дзятлава)로 더 후퇴하라는 명령을 하달했다. 이 시점에 카민스키 여단은 벨라루스에서 경찰력을 보충하여 세력이 커져있었으며, 4월 11일부터 악명높은 디를레방어 여단을 포함하는 폰 고트베르크의 SS전투집단에 배속되어 보안 작전에 참여했으다. 이들은 그 과정에서 명목상 "도적떼"를 수만 명 대량 학살했으며, 또한 수많은 민간인들에게 가담 혐의를 몰아 살해하거나 노역을 위해 강제 추방하고 마을들을 불태웠다.

## SS 편입
1944년 6월 카민스키 여단은 공식적으로 무장친위대(Waffen-SS)의 일부로 흡수되어 무장돌격여단 러시아 국민해방군으로 개칭하였고 카민스키는 SS 여단지도자의 계급을 부여받았다.
바그라티온 작전의 결과로 여단의 반파르티잔 활동은 중단되었고 수천 명의 여단원은 노이하머(Neuhammer, 현 폴란드 시비엥토슈프)의 SS 훈련캠프에 집결하였다. 지도부에서는 비독일인 SS 사단에 관한 계획이 수립되어 카민스키 여단을 친위대 제29무장척탄병사단으로 재편성하려 하였다.

## 바르샤바 봉기
카민스키 여단은 1944년 8월부터 오호타 지역에서 바르샤바 봉기 진압 작전에 참여하였으며, 이곳에서 수많은 전쟁범죄(살인, 강간, 약탈)를 저질렀다. 바르샤바 봉기는 8월 1일 시작되었고 8월 4일부터 카민스키 여단은 디를레방어 여단 등을 포함하는 전투집단에 소속되어 진압 작전에 참여하였다. 군대의 규모는 당시 바르샤바 봉기 당시 참여한 전체 독일군의 1%에 불과했으나 이들 홀로 거의 700명을 살해했다. 또한 카민스키는 자신이 SS 총사령관 하인리히 힘러로부터 직속받은 권한을 가지고 있다고 여겼고, 따라서 진압 작전의 지휘관인 에리히 폰 뎀 바흐의 명령을 들으려 하지 않았다.
당시 카민스키는 부하들에게 약탈을 허용하였고 많은 이들이 그렇게 실행했는데, 나중에 카민스키 여단은 전투의 목적도 잊고 민간 주택에서 귀중품을 약탈하는 데에만 집중했다고 한다. 오호타 학살(Ochota massacre)에서 희생된 바르샤바 시민은 1만 명에 달할 것으로 추산되며, 그 대부분은 카민스키의 부하들에게 살해당하였다.

## 처형
이들이 재산을 훔치고 사적으로 취하는 일이 반복되자 하인리히 힘러는 바르샤바 작전군의 위법행위를 사유로 카민스키와 여단 지도부를 우치 지역 군사재판에 넘겨 처형하도록 지시했고, 이후 그들이 약탈한 재산들은 힘러에게 보내졌다. SS는 여단의 병사들에게 카민스키가 폴란드 유격대의 공격으로 살해되었다고 거짓으로 전했다. 그가 사망하고 여단이 흐뜨러짐에 따라 여단을 사단으로 확대하려던 계획은 결렬되었다. 그의 부대는 곧 크리스토프 딤(Christoph Diehm) 지휘 하에 놓이게 된다.

## 같이 보기
- 무장돌격여단 러시아 국민해방군
- 오스카르 디를레방거